# Front de Réserve
Le front de Réserve est une unité militaire de l'Armée rouge de la Seconde Guerre mondiale, un « front » soviétique correspondant à un groupe d'armées dans les autres forces armées.

## Première formation
Le front de Réserve décrit l'une ou l'autre de deux organisations distinctes pendant la guerre. La première formation est créée le 30 juillet 1941 dans le cadre d'une réorganisation de l'ancien front des armées de Réserve. L'arrêté STAVKA n° 003334 du 14 juillet ordonne la composition comme suit:
- 24e armée, avec dix divisions, trois régiments de canons, un régiment d'obusiers et trois régiments de corps d'artillerie, et quatre régiments d'artillerie antichar ;
- 28e armée, avec neuf divisions, un régiment de canons, un régiment d'obusiers, quatre régiments de corps d'artillerie et quatre régiments d'artillerie antichar ;
- 29e armée, avec cinq divisions, cinq régiments d'artillerie et deux régiments et un escadron d'aviation ;
- 30e armée, avec cinq divisions, un régiment de corps d'artillerie et deux régiments d'artillerie antiaérien ;
- 31e armée, avec six divisions, un régiment de corps d'artillerie et deux régiments d'artillerie antichar
- 32e armée, avec sept divisions (dont apparemment la 8e division de fusiliers) et un régiment d'artillerie antichar.

Ce front est encerclé et détruit à Viazma.
Les forces survivantes sont transférées sur le front de l'Ouest le 10 octobre 1941 sous le commandement de Joukov.

## Seconde formation
La seconde formation de ce front est créée le 6 avril 1943. Elle incorpore :
- 2e armée de réserve (3e formation)
- 24e armée
- 53e armée
- 66e armée
- 47e armée
- 46e armée
- 5e armée de chars de la Garde
- 8 corps mobiles

L'unité est réorganisé sous le nom de district militaire de la steppe (en) le 15 avril 1943 et sera finalement désigné front de la steppe.

## Commandants
- Lieutenant-général du NKVD Ivan A. Bogdanov [Front des armées de réserve] (14 – 30 juillet 1941)
- Général Gueorgui K. Joukov (août – septembre 1941)
- Maréchal Semion M. Boudienny (septembre – 10 octobre 1941)
- Lieutenant général Markian M. Popov (6 – 15 avril 1943)